# Diego de Mazariegos Guadalfajara
Pour les articles homonymes, voir de Mazariegos.
Diego de Mazariegos Guadalfajara (mort en 1536) est un gouverneur colonial espagnol de Cuba de 1556 à 1565 et de la province de Venezuela de 1570 à 1576,.